# Brezdomovinstvo
Brezdomovínstvo je pravni in sociološki izraz, s katerim poimenujemo stanje osebe, ki ne pripada oz. pravno ne more uveljavljati pripadnosti nobeni narodnosti. Taki osebi pravimo brezdomovínec ali apatríd (lat. - a + patria = brez domovine). Brezdomovinstvo ne pomeni nujno enako kot biti brez državljanstva.